# Bugle
Bugle är en ort i Storbritannien.   Den ligger i grevskapet Cornwall och riksdelen England, i den södra delen av landet, 400 km väster om huvudstaden London. Bugle ligger 148 meter över havet och antalet invånare är 2 293.
Terrängen runt Bugle är platt norrut, men söderut är den kuperad. Terrängen runt Bugle sluttar österut. Runt Bugle är det ganska tätbefolkat, med 214 invånare per kvadratkilometer. Närmaste större samhälle är St Austell, 6,1 km söder om Bugle. Trakten runt Bugle består i huvudsak av gräsmarker.